# Chris Flood
Chris Flood (né le 1er mai 1947) est un homme politique irlandais du Fianna Fáil. Il est Teachta Dála (TD) pour la circonscription de Dublin Sud-Ouest.

## Biographie
Flood est élu pour la première fois au Dáil Éireann lors des élections générales de 1987 et conserve son siège jusqu'à sa retraite aux élections générales de 2002,.
En février 1991, il est nommé ministre d'État au ministère de la Santé par le Taoiseach Charles Haughey et conserve son poste lorsqu'Albert Reynolds devient Taoiseach,. Il n'est pas reconduit dans ses fonctions en janvier 1993, lorsque Reynolds forme un gouvernement avec le Parti travailliste.
En juin 1997, il est nommé ministre d'État au ministère du Tourisme, du Sport et des Loisirs par Bertie Ahern et occupe ce poste jusqu'à sa démission en janvier 2000,.